# Habropoda hainanensis
Habropoda hainanensis är en biart som beskrevs av Wu 1991. Habropoda hainanensis ingår i släktet Habropoda och familjen långtungebin. Inga underarter finns listade i Catalogue of Life.